# Vytautas Lalas
Vytautas Lalas, né le 21 juillet 1982, est un homme fort professionnel lituanien.

## Biographie
Vytautas Lalas remporte les championnats lituaniens juniors en 2005 et de l'homme le plus fort de Lituanie en 2010.
Il remporte le Giants Live Poland le 8 août 2010. Cette victoire le qualifie pour le World's Strongest Man 2010 à Sun City, en Afrique du Sud, mais il ne peut se qualifier pour la finale.
Il se classe troisième lors du Giants Live London 2011 en mars 2011, ce qui le qualifie pour le World's Strongest Man 2011 plus tard cette année-là à Wingate, en Caroline du Nord. Il atteint finalement les finales et termine à la 6e place du classement général de cette compétition.
Il remporte Strongman Champions League Finlande le 12 juin 2011 et se classe deuxième lors de la compétition SCL Bulgarie 2011.
Il se classe deuxième de l'Europe's Strongest Man 2012, ce qui le qualifie pour le World's Strongest Man 2012 plus tard dans l'année, où il se classe finalement  deuxième en finale derrière son compatriote lituanien Žydrūnas Savickas.
Vytautas Lalas établit un nouveau record du monde dans l'épreuve de flexion sur jambes lors des éliminatoires de la WSM 2012 en soulevant 700 lb (320 kg) pendant 11 répétitions.
Il a un frère cadet, Marius Lalas, qui est également un compétiteur professionnel d'hommes forts et qui obtient une troisième place lors de la  Strongman Champions League Russia 2012.
Vytautas Lalas termine troisième à la première édition de la SCL Savickas Classic 2012 et troisième aux championnats du monde 2012 des remontées mécaniques à Vilnius, en Lituanie, le 7 octobre 2012.
Il termine premier à l'Arnold Strongman Classic 2013 à Columbus, Ohio, le 2 mars 2013. Il remporte également l'événement Strongman Champions League FIBO en Allemagne le 13 avril 2013.
Entre 2014 et 2016, et à nouveau en 2017, il a des problèmes de dos.